# Ottimizzazione del tasso di conversione
Ottimizzazione del tasso di conversione nel linguaggio dell'online marketing è il CRO, acronimo di Conversion Rate Optimization, ha l'obiettivo di aumentare la percentuale di visitatori di un sito web che si convertono in clienti.

## Definizione
La Conversion Rate Optimization è l’insieme organico di tecniche, diagnostiche e sperimentali, volte a ottenere miglioramenti misurabili del tasso di conversione dei siti web.
Sul piano analitico/diagnostico le tecniche e gli strumenti utilizzati possono essere: statistiche sugli accessi al sito web, analisi di mercato, interviste alla forza vendita, sondaggi, heatmap, clickmap, video d’uso, utilizzo diretto del prodotto/servizio, test di usabilità eccetera.
Sul piano sperimentale le tecniche più comuni sono: A/B Test, Split Test semplice o multivariato.

## Funzionamento degli esperimenti
Negli esperimenti il pubblico del sito web viene diviso in campioni casuali. Ai diversi campioni sono mostrate versioni diverse del sito web. Per ogni campione si registra il tasso di conversione. Raggiunto un numero di conversioni statisticamente rilevante, la versione che ha registrato il più alto tasso di conversione è quella vincitrice e viene utilizzata come unica versione pubblica.
Esistono sul mercato diversi servizi professionali online, ora anche gratuiti, sia per molte delle tecniche diagnostiche/analitiche sia per la fase sperimentale.

## Origini Web
La CRO, ovvero l'ottimizzazione di conversione, è nata dalla necessità di favorire nel commercio elettronico la generazione di lead, o lead generation, e di migliorare i risultati di un sito web. Poiché la concorrenza è cresciuta nel web durante i primi anni del 2000, i venditori su Internet hanno dovuto creare strumenti e tecniche per le loro tattiche di marketing. Hanno iniziato a sperimentare in un sito alcuni contenuti variabili per determinare quali layout, testi, offerte e immagini possono migliorare il tasso di conversione.
Questo fenomeno può essere ricondotto alla difficoltà che la mente umana ha di separare eventi casuali da effetti reali. Utilizzando una procedura di dati tecnici, si sono limitati ad esaminare e trarre conclusioni da piccoli campioni di dati che spiegano così il motivo per cui le decisioni degli acquirenti sono avvenute. Metodologie statistiche possono essere sfruttate solo per lo studio di grandi campioni.
Queste metodologie, o metodi "ottimizzazione conversione", vengono poi prese ulteriormente per l'esecuzione in un ambiente in tempo reale. Il dati in tempo reale e la messaggistica di conseguenza, aumentano la portata e l'efficacia della campagna online.

## Processo di ottimizzazione del tasso di conversione
L'ottimizzazione è il processo che aumenta i leads del sito e le vendite senza investire maggiori capitali, per attirare più visitatori. Un tasso di conversione è definito come la percentuale di visitatori che completano un obiettivo, come stabilito dal proprietario del sito. Alcuni metodi di prova, come split test o test A / B, consentono di monitorare immagini e contenuti per aiutare a convertire i visitatori in clienti.
Ci sono diversi approcci per l'ottimizzazione di conversione, con due principali scuole di pensiero prevalenti in questi ultimi anni. Una scuola è più focalizzata sulla sperimentazione come un approccio per scoprire il modo migliore per aumentare la popolarità di un sito web, una campagna o di una pagina di destinazione. L'altra scuola si concentra più sul processo di ottimizzazione. In questo secondo approccio, Il gestore di web marketing, con l'ottimizzazione investirà una notevole quantità di tempo a capire il "sentiment" del pubblico e quindi la creazione di un messaggio mirato che fa appello a quel particolare pubblico.
Elementi di prova concentrati e approccio alla ottimizzazione di conversione. Le piattaforme di ottimizzazione di conversione quindi devono comprendere i seguenti elementi:
- Raccolta ed elaborazione dati
- La piattaforma deve elaborare centinaia di variabili e scoprire che automaticamente i sottoinsiemi hanno il maggior potere predittivo. È impiegata una combinazione di metodi di pre e post screening, tralasciando dati irrilevanti o ridondanti a seconda dei casi.
- I dati possono essere numerici o testuali, nominali o ordinali. Valori negativi o mancanti vengono gestiti con attenzione.
- I dati possono essere geografici, contestuali, frequenziali, demografici, sulla base del comportamento, dei clienti, ecc.
- Ipotesi
- Dopo la raccolta dei dati, è necessario formare un'ipotesi. Questo processo costituisce la base del motivo per cui vengono apportate modifiche. Le ipotesi sono fatte sulla base di osservazione e deduzione. È importante che ogni situazione ipotetica debba essere misurabile. Senza questi conclusioni non possono essere rilevate.

## Obiettivi di ottimizzazione
La definizione ufficiale di "ottimizzazione" è la disciplina di applicare metodi analitici avanzati per prendere decisioni migliori. In questo contesto, gli obiettivi aziendali sono esplicitamente definiti e quindi le decisioni sono calibrate per ottimizzare tali obiettivi. Le metodologie hanno una lunga storia di successo in una vasta gamma di settori, come la pianificazione delle compagnie aeree, gestione della catena di distribuzione, pianificazione finanziaria, logistica militare e il routing delle telecomunicazioni. Gli obiettivi dovrebbero includere la massimizzazione delle conversioni, ricavi, profitti, o una loro combinazione.